# Bhut Jolokia

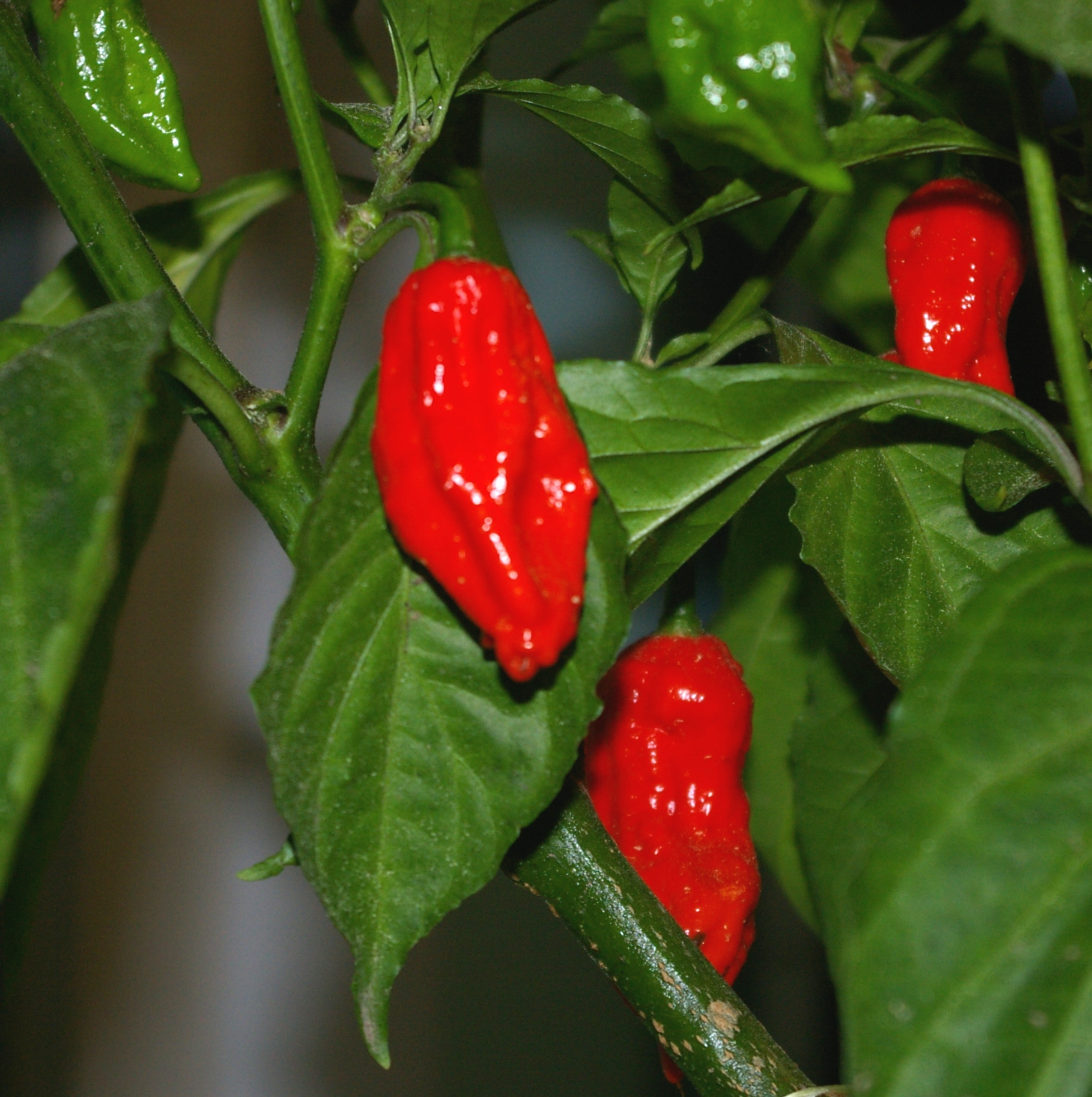
Bhut Jolokia

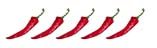
Pálivost až 1 041 427 SHU

Bhut Jolokia (ásámsky ভূত-জলকীয়া, bengálsky নাগা মরিচ nebo বিষ ঝাল, známá také jako Naga Jolokia nebo Ghost chilli) je chilli paprička dosahující pálivosti až 1 041 427 jednotek Scovilleovy stupnice (SHU). Jedná se o mezidruhového křížence papriky čínské (Capsicum chinense) a papriky křovité (C. frutescens).
Dlouhou dobu (až do roku 2007) byla uznávána jako nejpálivější paprička světa. Bhut Jolokia je mezidruhový kříženec z Bangladéše a sousedního regionu severovýchodní Indie Ásám. Roste v indických státech Ásám, Nágáland a Manípur, v Bangladéši v oblasti Sylhet. Lze ji nalézt také na Srí Lance, kde je známá jako Nai Mirris (Cobra Chilli).

## Použití
V Indii se používá jako homeopatický lék na žaludeční onemocnění, jako koření a také jako ochrana ve vedrech (zvyšuje pocení, čímž se snižuje teplota organismu). V severovýchodní Indii se rozmazává na ploty nebo se přidává do dýmovnic k ochraně proti divokým slonům. Jako zbraň se využívá v kouřových granátech (např. k vyhnání protivníka z úkrytu) a jako velice účinný pepřový sprej.

## Šlechtění odrůdy
Křížením papričky Bhut Jolokia s červenou papričkou habanero vznikl v roce 2012 v Jižní Karolíně hybrid Carolina Reaper, v současnosti (2025) druhá nejpálivější chilli paprička světa.